# À quel prix ?
Pour les articles homonymes, voir Worth.
Pour plus de détails, voir Fiche technique et Distribution.
À quel prix ? (Worth) est un film américain réalisé par Sara Colangelo, sorti en 2020.

## Synopsis
L'histoire de Kenneth Feinberg (en), l'avocat à la tête du September 11th Victim Compensation Fund (en).

## Fiche technique
- Titre : À quel prix ?
- Titre original : Worth
- Réalisation : Sara Colangelo
- Scénario : Max Borenstein
- Musique : Nico Muhly
- Photographie : Pepe Avila del Pino
- Montage : Julia Bloch
- Production : Max Borenstein, Marc Butan, Bard Dorros, Anthony Katagas, Michael Keaton, Sean Sorensen et Michael Sugar
- Société de production : Anonymous Content, Higher Ground Productions, MadRiver Pictures, Paradise City Films, Riverstone Pictures, Royal Viking Entertainment, West Madison Entertainment et Wiffle Films
- Pays de production :  États-Unis,  Royaume-Uni et  Canada
- Genre : Biopic, drame et historique
- Durée : 118 minutes
- Dates de sortie : 
  - États-Unis : 24 janvier 2020 (festival du film de Sundance)
  - Netflix : 3 septembre 2021

## Distribution
- Michael Keaton (VF : Bernard Lanneau) : Ken Feinberg
- Amy Ryan (VF : Dominique Lelong) : Camille Biros
- Stanley Tucci (VF : Bernard Alane) : Charles Wolf
- Tate Donovan (VF : Constantin Pappas) : Lee Quinn
- Shunori Ramanathan (VF : Marion Gress) : Priya Khundi
- Talia Balsam (VF : Véronique Augereau) : Dede Feinberg
- Laura Benanti (VF : Marie Zidi) : Karen Donato
- Chris Tardio (VF : Renaud Heine) : Frank Donato
- Ato Blankson-Wood (VF : Bamar Kane) : Darryl Barnes
- Carolyn Mignini : Gloria Toms
- Victor Slezak (VF : Mathieu Buscatto) : John Ashcroft

## Accueil
Le film a reçu un accueil favorable de la critique. Il obtient un score moyen de 67 % sur Metacritic.